# Bradley Thomas

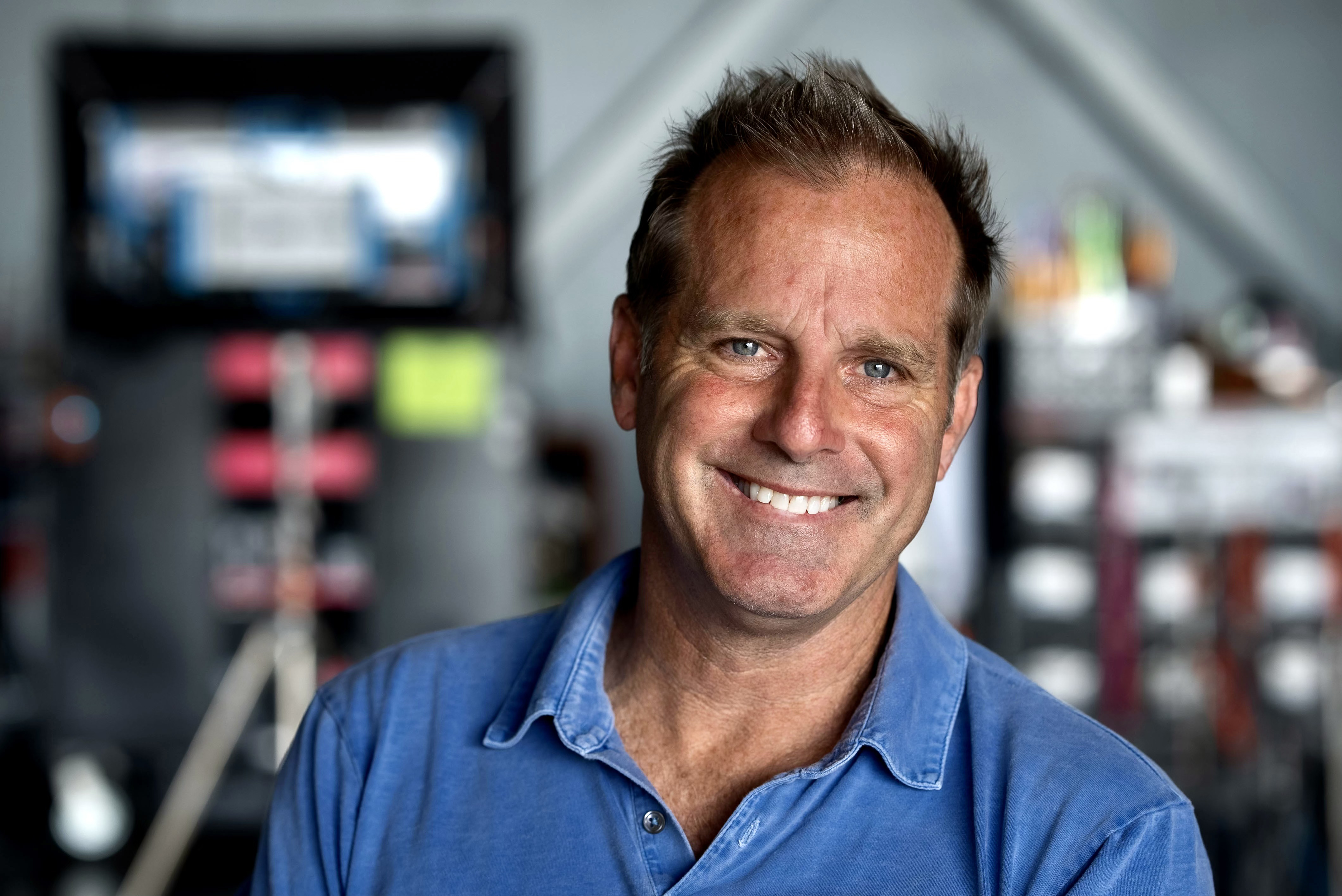
Bradley Thomas (2021)

Bradley Stephen Thomas (* 30. November 1965 in Maryland) ist ein US-amerikanischer Film- und Fernsehproduzent. 2024 erhielt er eine Oscar-Nominierung für den Film Killers of the Flower Moon.

## Leben und Wirken
Bradley Thomas stammt aus Baltimore. Seine Eltern Charles und Medea Thomas sind ein Unternehmensleiter und eine Immobilienmaklerin. Nach seinem Abschluss an der University of Maryland reiste er für ein Jahr um die Welt. Währenddessen arbeitete unter anderem als Freiwilliger mit Mutter Teresa in Indien. Schicksalhaft wurde für ihn die Begegnung mit dem Filmproduzenten Jake Eberts, der gemeinsam mit Regisseur Roland Joffé Drehorte für einen kommenden Film suchte. Nachdem er Joffé vorgestellt wurde, erhielt Thomas eine Anstellung als Video Operator bei dessen Film Stadt der Freude. Nach seiner Rückkehr in die USA nahm er am ICM-Ausbildungsprogramm teil, wodurch die Filmemacher Bernardo Bertolucci und Jeremy Thomas auf ihn aufmerksam wurden und ihn für die Vorbereitung ihres Films Little Buddha anstellten.
1993 wurde er bei der Motion Picture Corporation of America angestellt, wo er während der folgenden drei Jahre die Produktion dutzender Filme betreute. Unter anderem lernte er bei dem 1994 erschienenen Film Dumm und Dümmer, bei dem er als Co-Produzent tätig war, die Farrelly-Brüder kennen.
In den folgenden Jahren war Thomas Produzent bei zahlreichen Filmen, unter anderem Soldier Boyz (1995), Liebe auf den ersten Schrei (1998). Auch arbeitete er weiterhin mit den Farrellys zusammen, wie für die Filme Verrückt nach Mary (1998), Osmosis Jones (2001) und Schwer verliebt (2002).
2014 gründete Thomas gemeinsam mit Dan Friedkin, Zak Kadison und Tim Kring die Produktionsfirma Imperative Entertainment, welche sich auf die Entwicklung, Produktion und Finanzierung von Unterhaltung in den Bereichen Film, Fernsehen, Videospielen, Büchern, Comics und neuen Medien konzentriert. Zu den Filmen, die von dem Studio produziert wurden, gehören Alles Geld der Welt (2017) und The Mule (2018). Für die Produktion für Killers of the Flower Moon erhielt Thomas 2024 gemeinsam mit Dan Friedkin, Daniel Lupi und Martin Scorsese eine Oscar-Nominierung für den besten Film.

## Privatleben
Im September 1997 heiratete Thomas die Schauspielerin Hillary Matthews. Das Paar trennte sich 2015. Von 2018 bis zu ihrem Tod 2024 war Thomas in zweiter Ehe mit Isabelle Lawrence verheiratet.

## Filmografie (Auswahl)
- 1995: Soldier Boyz
- 1996: Kingpin
- 1997: Kansas Nights (The Locusts)
- 1998: Liebe auf den ersten Schrei (Music from Another Room )
- 1998: Verrückt nach Mary (There’s Something About Mary)
- 2000: Ich, beide & sie (Me, Myself & Irene)
- 2001: Ohne Worte (Say It Isn’t So)
- 2001: Osmosis Jones
- 2001: Schwer verliebt (Shallow Hal)
- 2003: Unzertrennlich (Stuck on You)
- 2005: Ein Mann für eine Saison (Fever Pitch)
- 2005: Voll verarscht – Dabei sein ist alles (The Ringer)
- 2007: Nach 7 Tagen – Ausgeflittert (The Heartbreak Kid)
- 2011: Alles erlaubt – Eine Woche ohne Regeln (Hall Pass)
- 2012: Die Stooges – Drei Vollpfosten drehen ab (The Three Stooges)
- 2014: Dumm und Dümmehr (Dumb and Dumber To)
- 2017: Hot Summer Nights
- 2017: Alles Geld der Welt (All the Money in the World)
- 2018: Arizona
- 2018: The Mule
- 2019: Phil
- 2019: The Last Vermeer
- 2023: Killers of the Flower Moon